# Canon EOS-1Ds Mark III
1Ds Mark II 1D X / 1D C
Le Canon EOS-1Ds Mark III est un appareil photographique reflex numérique plein format de 21,1 mégapixels. Il est sorti le 20 août 2007 et a été remplacé fin 2011 par le EOS-1D X. Son prédécesseur était le 1Ds Mark II.

## Caractéristiques
- Boîtier : Reflex numérique en alliage de magnésium à objectifs interchangeables (monture EF, sauf EF-S)
- Capteur : CMOS avec filtre couleur primaire (RVB) de 36 × 24 mm (plein format 35 mm) avec système EOS de nettoyage intégré
- Processeur d'images : Double DIGIC III
- Définition : 21,1 millions de pixels
- Ratio image : 3:2
- Taille de l'image : JPEG : (B) 5616 × 3744, (M1) 4992 × 3328, (M2) 4080 × 2720, (S) 2784 × 1856 RAW : (RAW) 5616 × 3744, (sRAW) 2784 × 1856
- Coefficient de conversion : 1× (égal à la focale de l'objectif monté)
- Viseur : Pentaprisme avec couverture d'image 100 % et correcteur dioptrique intégré de - 3 à + 1D
- Mode Live View avec couverture 100 % et 30 im/s.
- Autofocus : 19 collimateurs à capteur AF de type croisé (plus 26 collimateurs d'assistance)
- Mesure lumière : Mesure TTL à pleine ouverture sur 63 zones, évaluative couplée aux collimateurs AF, sélective 8,5 %, Spot centrée 2,4 %, Spot 2,4 % liée aux collimateurs AF et Multispot sur 8 points (moyenne à prédominance centrale)
- Balance des blancs : Balance des blancs auto par le capteur d'image (5 réglages) + 5 paramètres personnels
- Matrice couleur : sRVB et Adobe RVB
- Obturateur : 30 à 1/8000 s (par incréments de 1/3), pose longue (bulb), Synchro-X maxi Flash 1/250 s
- Modes : Programme, priorité vitesse, priorité ouverture, manuel
- Motorisation : Environ 5 im./s. (cadence maintenue jusqu'à 56 images (JPEG), 12 images (RAW)
- Sensibilité : ISO de 100-1600 (par paliers d'1/3 ou de 1) extensible à 50 ou 3200 ISO
- Mesure flash : Flash auto E-TTL II, manuel, +/-3 IL par incréments d'1/3 ou d'1/2
- Affichage : Écran LCD TFT 3 pouces, environ 230 000 points, couverture 100 %
- Enregistrement : CompactFlash de type I et II (compatible avec les cartes Microdrive) jusqu'à au moins 32Go, SDHC, carte mémoire SD (jusqu'à 2 Go lors des tests réalisés par la marque) actuellement maximum 32Go.
- Dimensions : 156 × 159,6 × 79,9 mm
- Poids : 1210 g (boîtier uniquement)
- Alimentation : accumulateur lithium-ion pack LP-E4
- Autonomie : Environ 1800 déclenchements à température normale (23 °C)